# Thomisidae
Ne doit pas être confondu avec Araignée de mer.
Famille
Synonymes
- Aphantochilidae Thorell, 1873
- Misumenidae Thorell, 1887
- Stiphropodidae Simon, 1895
- Xysticidae Dahl, 1912
- Borboropactidae Wunderlich, 2004

Les Thomisidae (du grec θῶμιγξ / thômigx, « corde, fil ») sont une famille d'araignées aranéomorphes.
Elles sont regroupées avec les Philodromidae sous le terme d’araignées-crabes en raison de la longueur plus importante de leurs deux paires de pattes antérieures. Le nom commun de certaines espèces est thomise. En français, le nom familier d'araignée-crabe est donné principalement à la Thomise variable (Misumena vatia),.

## Distribution

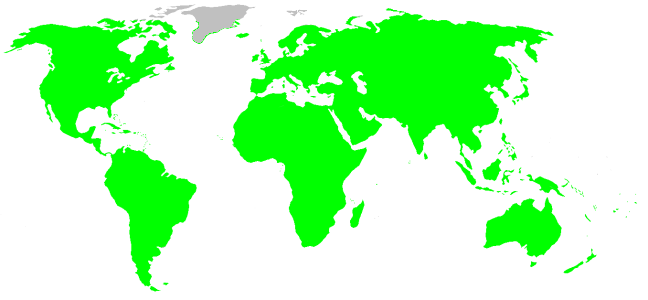
Distribution

Les espèces de cette famille se rencontrent sur tous les continents sauf aux pôles.
Altitudinalement, on en trouve des bords de la mer Morte (Firmicus dewitzi) au camp de base de l'Everest (Xysticus roonwali), même si d'autres existent peut-être plus haut (on trouve des araignées jusqu'à 6 700 m d'altitude).

Latitudinalement, il semblerait qu'elles soient présentes du nord du lac Hazen (Psammitis deichmanni) et jusqu'au sud de la province de Santa Cruz (Xysticus silvestrii).

## Description

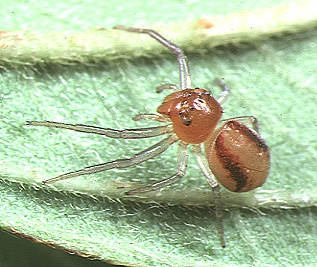
Alcimochthes limbatus

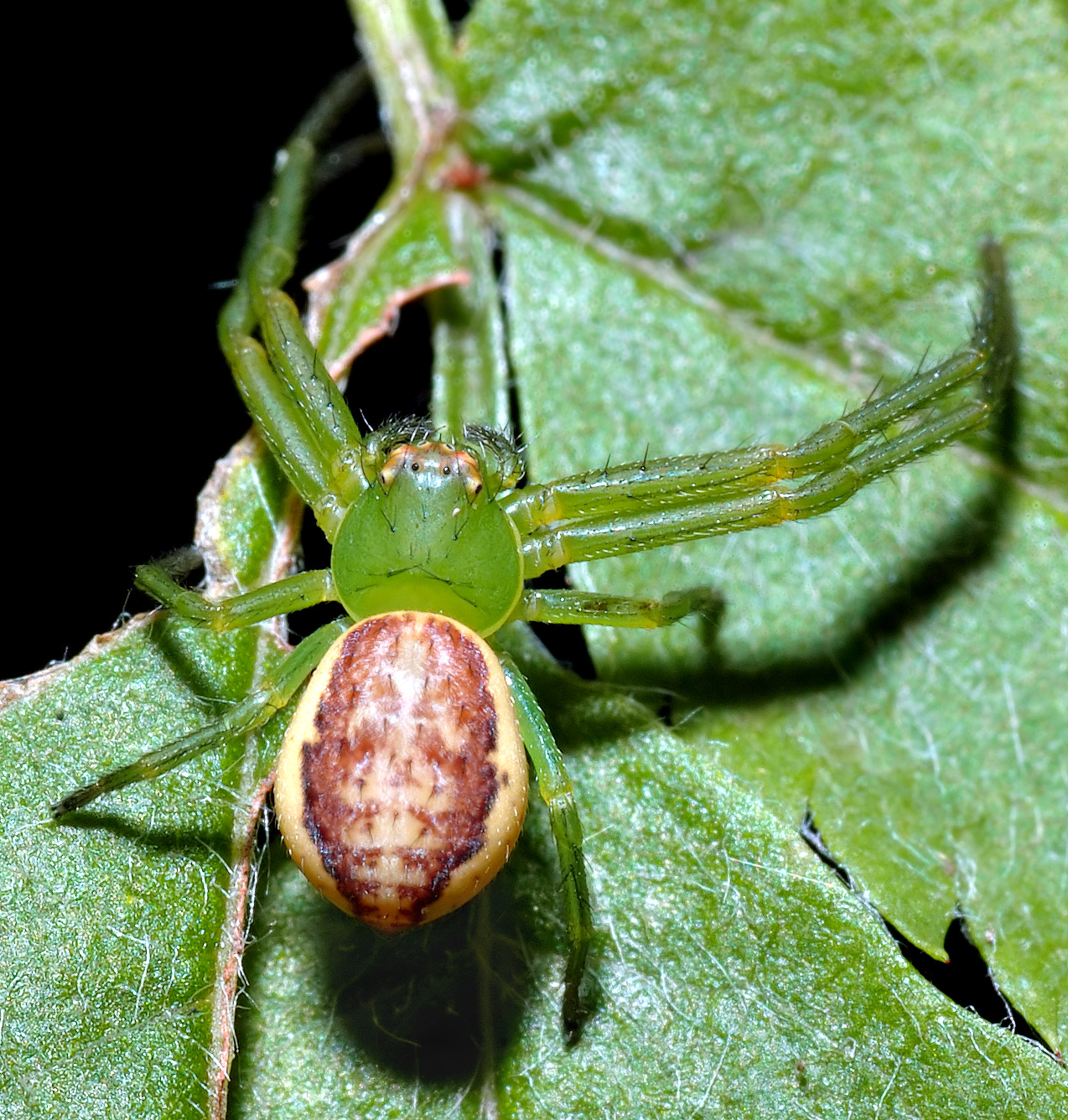
Diaea dorsata

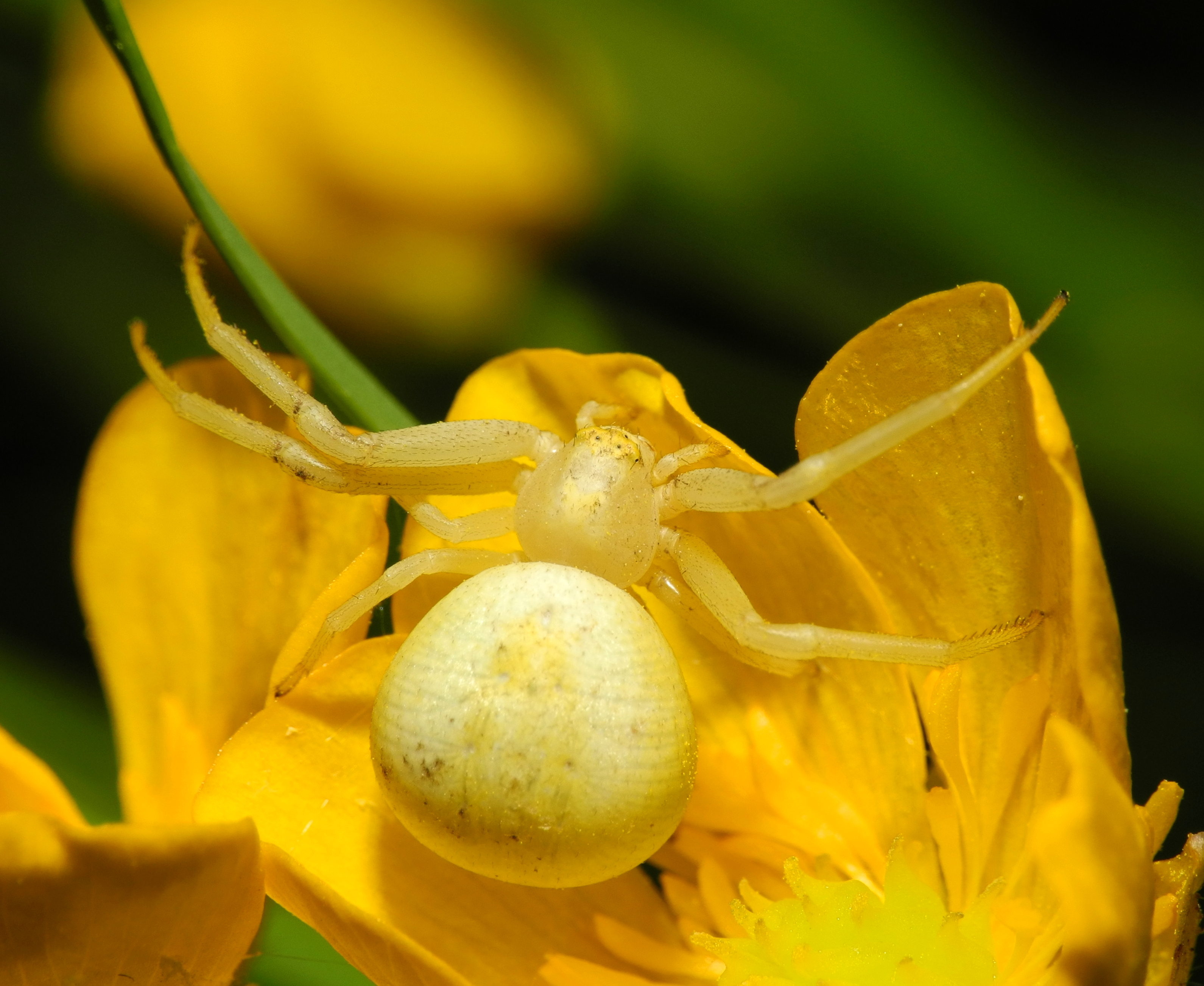
Misumena vatia

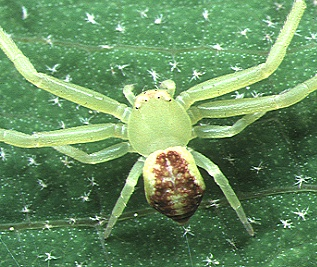
Misumenops tricuspidatus

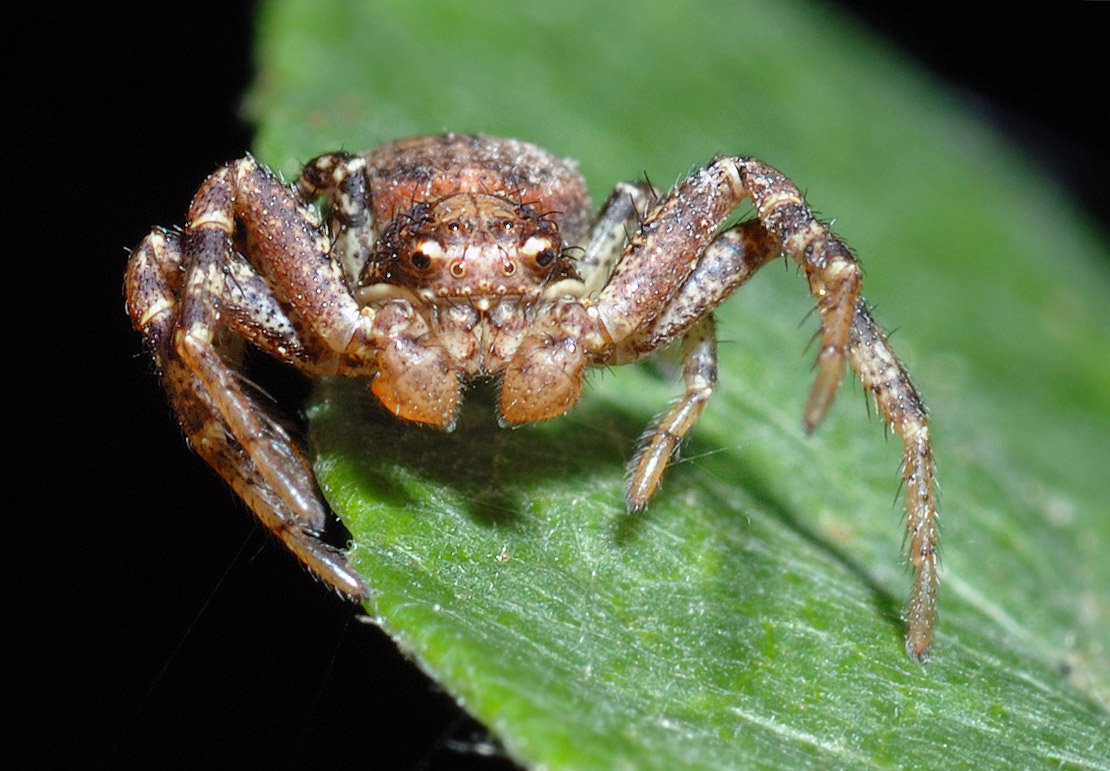
Ozyptila praticola

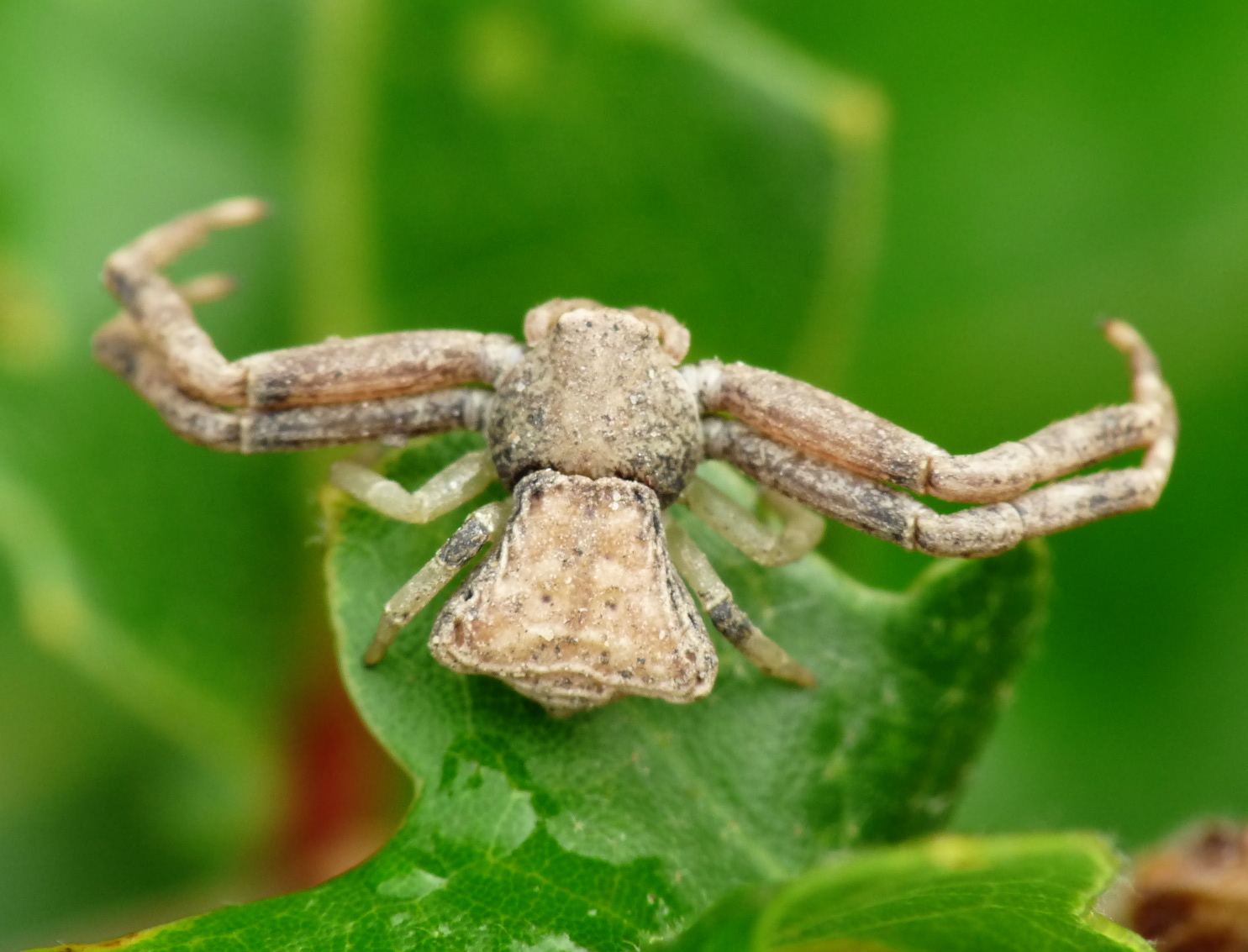
Pistius truncatus

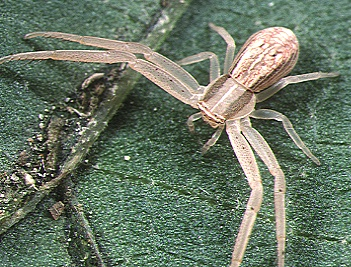
Runcinia affinis

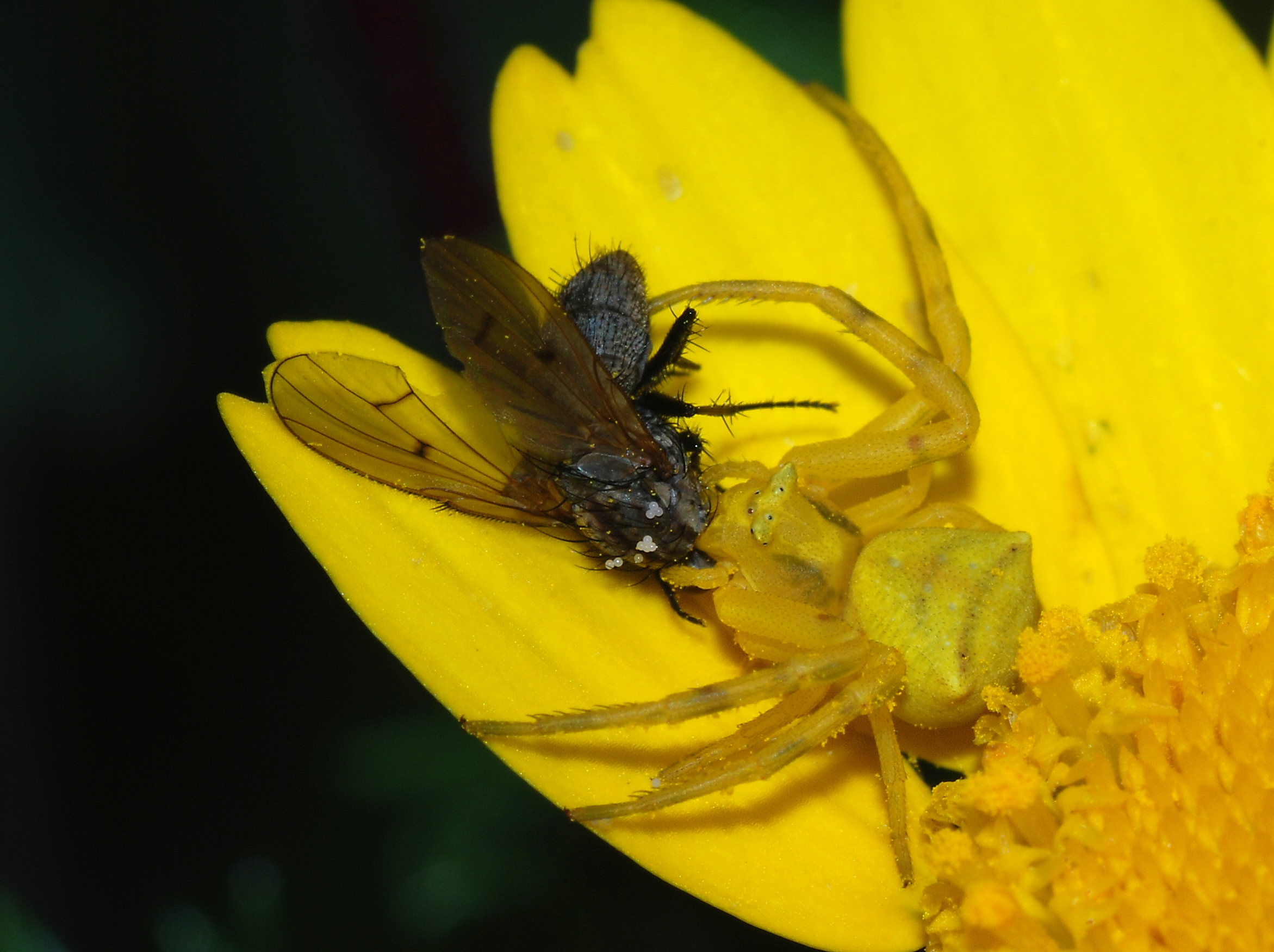
Thomisus onustus

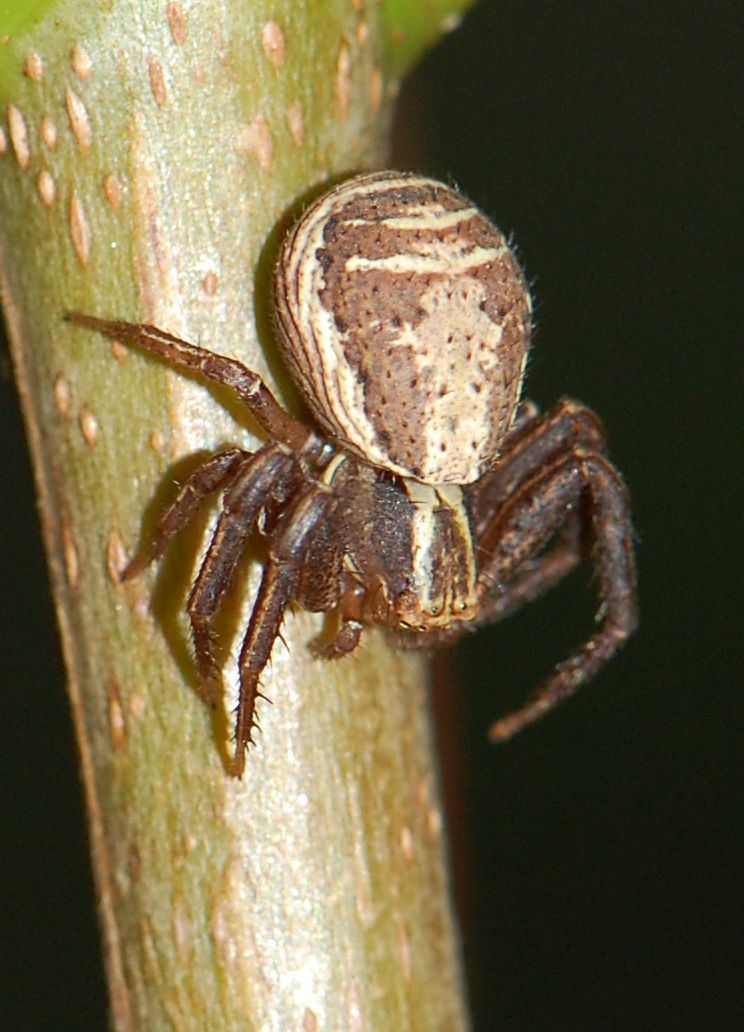
Xysticus ulmi

Plusieurs espèces sont mimétiques de diverses parties végétales (surtout les fleurs), qui leur servent de support pour la chasse à l'affût. En adoptant la couleur du substrat, ces araignées réalisent un camouflage visuel (homochromie adaptative qui prend quelques heures). Elles sont même capables d'émettre dans la gamme des UV, mimant ainsi les fleurs à étamines matures, ce qui attire plus les insectes.
Elles ont des pattes antérieures I et II plus fortes et plus longues que les postérieures III et IV et dirigées latéralement. Au lieu de la marche normale postéro-antérieure, elles adoptent une marche essentiellement latérale analogue à celle des crabes, d'où leur nom.

## Paléontologie
Cette famille est connue depuis le Paléogène.

## Liste des genres
Selon World Spider Catalog (version 26, 19/06/2025) :
- Acentroscelus Simon, 1886
- Acrotmarus Tang & Li, 2012
- Alcimochthes Simon, 1886
- Amyciaea Simon, 1886
- Angaeus Thorell, 1881
- Ansiea Lehtinen, 2004
- Ansistaria Sherwood, 2022
- Aphantochilus O. Pickard-Cambridge, 1871
- Apyretina Strand, 1929
- Australomisidia Szymkowiak, 2014
- Avelis Simon, 1895
- Bassaniana Strand, 1928
- Bassaniodes Pocock, 1903
- Boliscus Thorell, 1891
- Bomis L. Koch, 1874
- Bonapruncinia Benoit, 1977
- Boomerangiana Szymkowiak & Sherwood, 2021
- Borboropactus Simon, 1884
- Bucranium O. Pickard-Cambridge, 1881
- Camaricus Thorell, 1887
- Cebrenninus Simon, 1887
- Ceraarachne Keyserling, 1880
- Cetratus Kulczyński, 1911
- Coenypha Simon, 1895
- Coriarachne Thorell, 1870
- Corynethrix L. Koch, 1876
- Cozyptila Lehtinen & Marusik, 2005
- Crockeria Benjamin, 2016
- Cymbacha L. Koch, 1874
- Cymbachina Bryant, 1933
- Cynathea Simon, 1895
- Cyriogonus Simon, 1886
- Deltoclita Simon, 1887
- Demogenes Thorell, 1895
- Diaea Thorell, 1869
- Dietopsa Strand, 1932
- Dimizonops Pocock, 1903
- Diplotychus Simon, 1903
- Domatha Simon, 1895
- Ebelingia Lehtinen, 2004
- Ebrechtella Dahl, 1907
- Emplesiogonus Simon, 1903
- Epicadinus Simon, 1895
- Epicadus Simon, 1895
- Epidius Thorell, 1877
- Erissoides Mello-Leitão, 1929
- Erissus Simon, 1895
- Felsina Simon, 1895
- Firmicus Simon, 1895
- Geraesta Simon, 1889
- Gnoerichia Dahl, 1907
- Haedanula Caporiacco, 1941
- Haplotmarus Simon, 1909
- Hedana L. Koch, 1874
- Henriksenia Lehtinen, 2004
- Herbessus Simon, 1903
- Heriaesynaema Caporiacco, 1939
- Heriaeus Simon, 1875
- Heterogriffus Platnick, 1976
- Hewittia Lessert, 1928
- Hexommulocymus Caporiacco, 1955
- Holopelus Simon, 1886
- Ibana Benjamin, 2014
- Indosmodicinus Sen, Saha & Raychaudhuri, 2010
- Indoxysticus Benjamin & Jaleel, 2010
- Iphoctesis Simon, 1903
- Isala L. Koch, 1876
- Isaloides F. O. Pickard-Cambridge, 1900
- Kryptochroma Machado, 2021
- Lampertia Strand, 1907
- Latifrons Kulczyński, 1911
- Ledouxia Lehtinen, 2004
- Loxobates Thorell, 1877
- Loxoporetes Kulczyński, 1911
- Lycopus Thorell, 1895
- Lysiteles Simon, 1895
- Massuria Thorell, 1887
- Mastira Thorell, 1891
- Mecaphesa Simon, 1900
- Megapyge Caporiacco, 1947
- Metadiaea Mello-Leitão, 1929
- Micromisumenops Tang & Li, 2010
- Misumena Latreille, 1804
- Misumenoides F. O. Pickard-Cambridge, 1900
- Misumenops F. O. Pickard-Cambridge, 1900
- Misumessus Banks, 1904
- Modysticus Gertsch, 1953
- Monaeses Thorell, 1869
- Musaeus Thorell, 1890
- Mystaria Simon, 1895
- Narcaeus Thorell, 1890
- Nyctimus Thorell, 1877
- Ocyllus Thorell, 1887
- Onocolus Simon, 1895
- Ostanes Simon, 1895
- Oxytate L. Koch, 1878
- Ozyptila Simon, 1864
- Pactactes Simon, 1895
- Pagida Simon, 1895
- Parabomis Kulczyński, 1901
- Parasmodix Jézéquel, 1966
- Parastrophius Simon, 1903
- Parasynema F. O. Pickard-Cambridge, 1900
- Paratobias F. O. Pickard-Cambridge, 1900
- Pasias Simon, 1895
- Pasiasula Roewer, 1942
- Phaenopoma Simon, 1895
- Pharta Thorell, 1891
- Pherecydes O. Pickard-Cambridge, 1883
- Philodamia Thorell, 1895
- Philogaeus Simon, 1895
- Phireza Simon, 1886
- Phrynarachne Thorell, 1869
- Physoplatys Simon, 1895
- Pistius Simon, 1875
- Plastonomus Simon, 1903
- Platyarachne Keyserling, 1880
- Platythomisus Doleschall, 1859
- Poecilothomisus Simon, 1895
- Porropis L. Koch, 1876
- Prepotelus Simon, 1898
- Psammitis Menge, 1876
- Pseudamyciaea Simon, 1905
- Pseudoporrhopis Simon, 1886
- Pycnaxis Simon, 1895
- Pyresthesis Butler, 1880
- Rangkayo Dhiya'ulhaq & Benjamin, 2025
- Reinickella Dahl, 1907
- Rejanellus Lise, 2005
- Rhaebobates Thorell, 1881
- Runcinia Simon, 1875
- Runcinioides Mello-Leitão, 1929
- Saccodomus Rainbow, 1900
- Scopticus Simon, 1895
- Sidymella Strand, 1942
- Simorcus Simon, 1895
- Sinothomisus Tang, Yin, Griswold & Peng, 2006
- Smodicinodes Ono, 1993
- Smodicinus Simon, 1895
- Soelteria Dahl, 1907
- Spilosynema Tang & Li, 2010
- Spiracme Menge, 1876
- Stephanopis O. Pickard-Cambridge, 1869
- Stephanopoides Keyserling, 1880
- Stiphropella Lawrence, 1952
- Stiphropus Gerstaecker, 1873
- Strigoplus Simon, 1886
- Strophius Keyserling, 1880
- Sylligma Simon, 1895
- Synaemops Mello-Leitão, 1929
- Synalus Simon, 1895
- Synema Simon, 1864
- Tagulinus Simon, 1903
- Tagulis Simon, 1895
- Talaus Simon, 1886
- Tarrocanus Simon, 1895
- Taypaliito Barrion & Litsinger, 1995
- Tharpyna L. Koch, 1874
- Tharrhalea L. Koch, 1875
- Thomisops Karsch, 1879
- Thomisus Walckenaer, 1805
- Titidiops Mello-Leitão, 1929
- Titidius Simon, 1895
- Tmarus Simon, 1875
- Trichopagis Simon, 1886
- Ulocymus Simon, 1886
- Uraarachne Keyserling, 1880
- Wechselia Dahl, 1907
- Xysticus C. L. Koch, 1835
- Zametopina Simon, 1909
- Zygometis Simon, 1901

Selon World Spider Catalog (version 23.5, 2023) :
- † Ecotona Lin, Zhang & Wang, 1989
- † Facundia Petrunkevitch, 1942
- † Heterotmarus Wunderlich, 1988
- † Komisumena Ono, 1981
- † Miothomisus Zhang, Sun & Zhang, 1994
- † Palaeoxysticus Wunderlich, 1985
- † Parvulus Zhang, Sun & Zhang, 1994
- † Succinaenigma Wunderlich, 2004
- † Succiniraptor Wunderlich, 2004
- † Syphax C. L. Koch & Berendt, 1854
- † Thomisidites Straus, 1967
- † Thomisiraptor Wunderlich, 2004

## Systématique et taxinomie
Cette famille a été décrite par Sundevall en 1833.
Cette famille rassemble 2 180 espèces dans 171 genres actuels.

## Publication originale
- Sundevall, 1833 : Conspectus Arachnidum. Londini Gothorum, p. 1-39.